# 施塔特巴赫河 (阿勒河支流)
47°23′42″N 8°02′34″E / 47.39510°N 8.04275°E

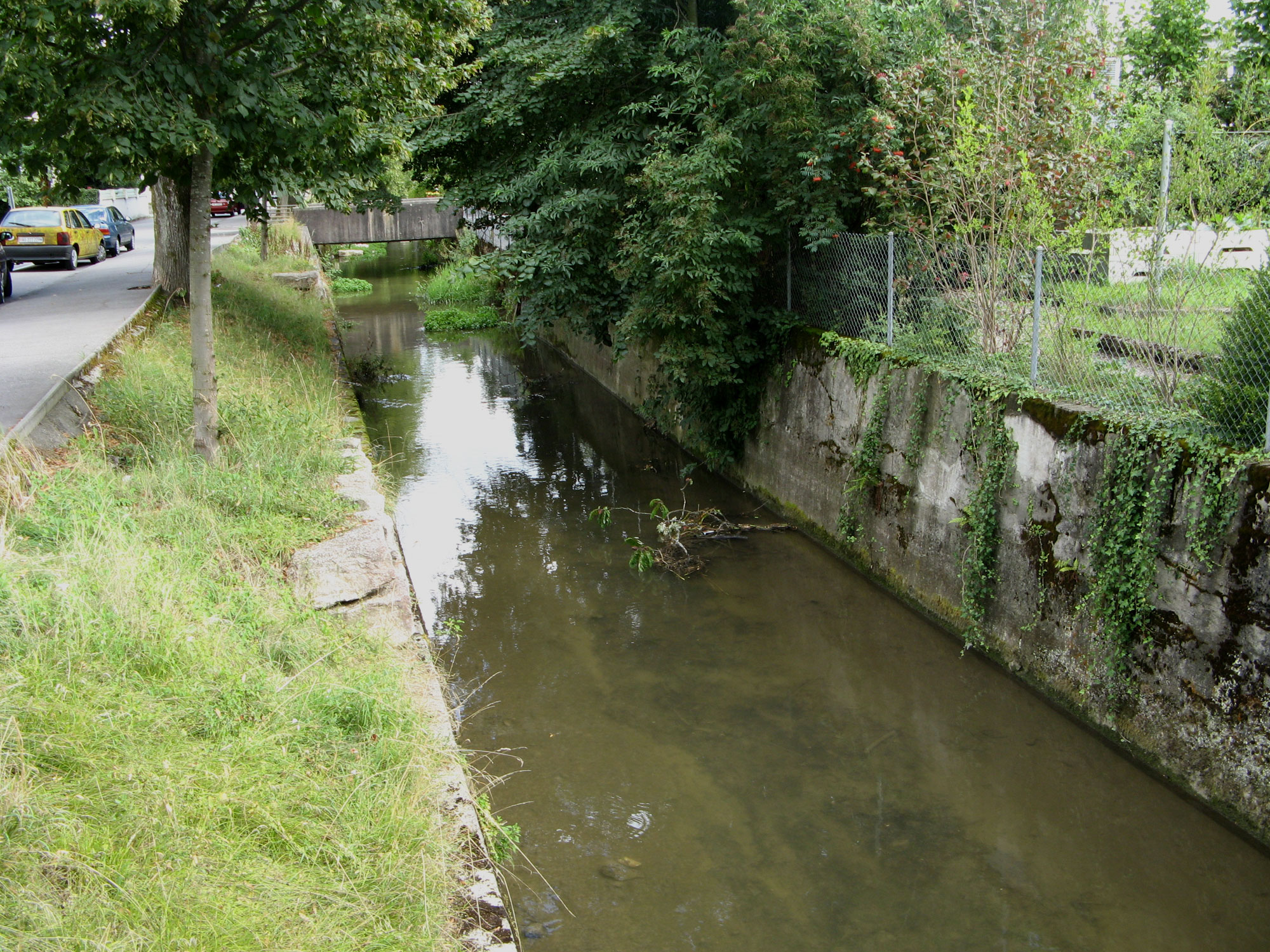

施塔特巴赫河是瑞士的河流，位於該國北部，流經阿爾高州，屬於阿勒河的支流，河道全長4.5公里，發源自蘇爾以西，河口處在阿勞附近。